# NASCAR RaceDay

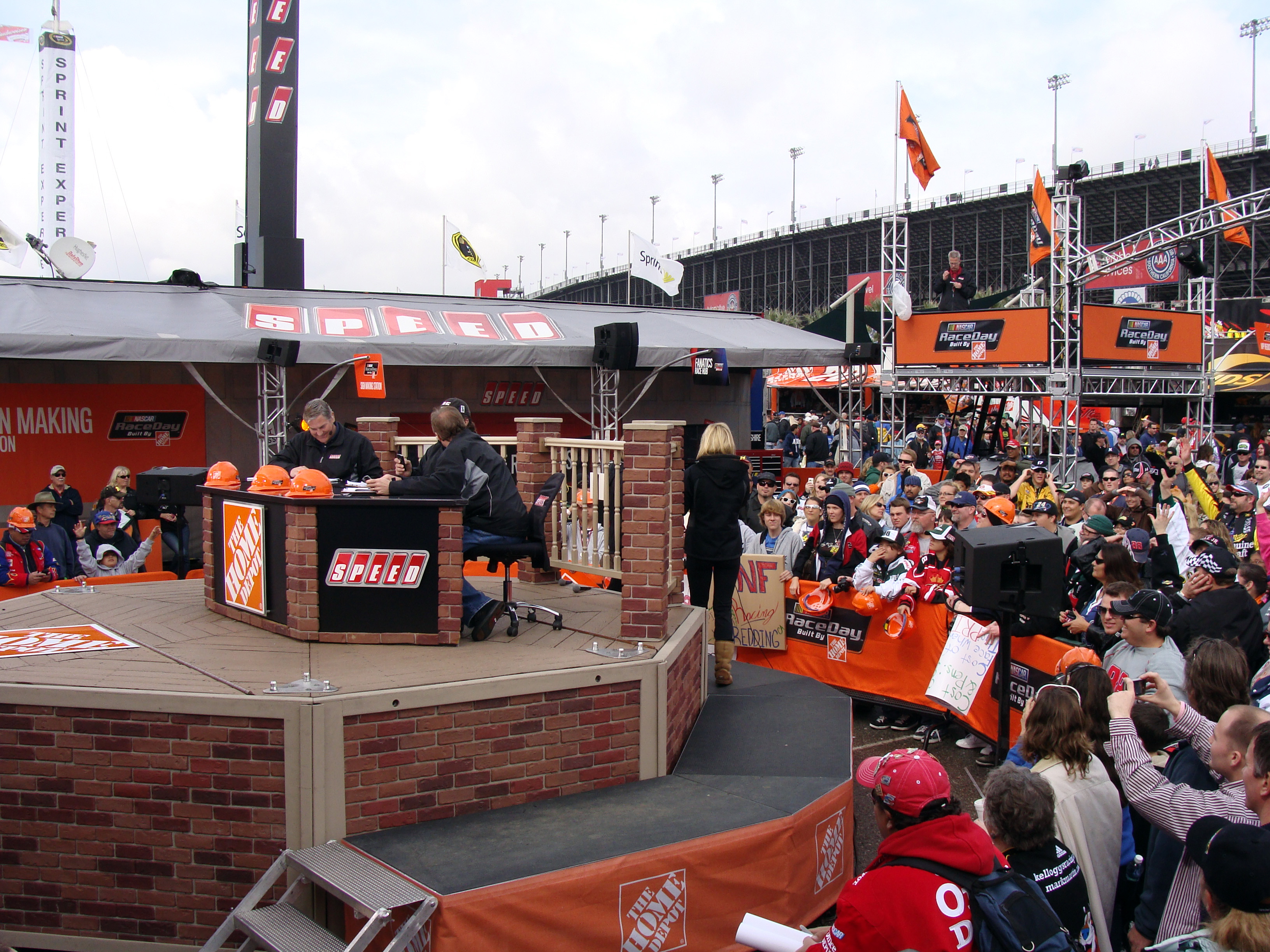
Plateau de l'émission en direct du Auto Club Speedway, en 2010

NASCAR RaceDay est une émission de télévision de NASCAR d'avant-course, diffusée depuis 2001 sur la chaîne de télévision américaine Speed. Elle est présentée par l'animateur de télévision John M. Roberts, accompagné du pilote de NASCAR Kenny Wallace et de l'ancien pilote Kyle Petty. L'émission dure 120 minutes, et se déroule en public.